# 545784 Kelemenjanos
545784 Kelemenjanos este o planetă minoră (asteroid) din centura de asteroizi. A fost descoperită pe 18 octombrie 2011 la Piszkéstetői Obszervatórium⁠(d) de  și a fost numită după János Kelemen⁠(d). 
Obiectul prezintă o orbită caracterizată de o semiaxă mare de 3,1566787078133 UAi, o excentricitate de 0,090942894635627, o înclinație de 9,8440149985467 ° în raport cu ecliptica.